# Achtrup
Achtrup (fryz. Åktoorp, duń. Agtrup) – gmina w Niemczech w kraju związkowym Szlezwik-Holsztyn, w powiecie Nordfriesland, wchodzi w skład Związku Gmin Südtondern.